# Мілево (Куявсько-Поморське воєводство)
Мілево (пол. Milewo) — село в Польщі, у гміні Нове Свецького повіту Куявсько-Поморського воєводства.
У 1975-1998 роках село належало до Бидгощського воєводства.